# Hunedoara (hrad)
Hrad Hunedoara, známý též jako Korvínův hrad nebo Hunyadiho hrad (rumunsky Castelul Huniazilor, Castelul Corvinilor, maďarsky Vajdahunyadi vár), je goticko-renesanční hrad ve městě Hunedoara v Rumunsku. Je jedním z největších hradů v Evropě. Časopis The Epoch Times ho zařadil na čelo seznamu sedmi divů Rumunska.

## Dějiny
Hrad byl založen v roce 1446 na příkaz Jánose Hunyadiho na místě někdejší tvrze postavené Karlem I. Robertem. Panství věnoval otci Hunyadiho Vajkovi král Zikmund v roce 1409. Patřil mu i v roce 1446, kdy byl János Hunyadi zvolen regentem Uherského království.
Hrad byl postaven v renesančně-gotickém slohu na skále nad říčkou Zlaști. Je to impozantní a rozlehlá stavba s vysokými věžemi, baštami, vnitřním nádvořím, pestrobarevnými střechami a množstvím oken a balkonů zdobených kamennými sochami. Má dvojité stěny pro lepší opevnění a je lemován věžemi obdélníkového a kruhového půdorysu, což byla jedna z inovací, kterou přineslo toto období transylvánské architektury. Některé z věží (Kapistránského věž, Opuštěná věž a Bubenická věž) sloužily jako věznice. Věž Buzdugan byla postavena výhradně pro obranné účely. Její fasádu zdobí geometrické motivy. Věže mají ve stěnách velké otvory, aby pojaly i větší zbraně.
V interiéru hradu jsou největšími místnostmi Rytířský sál, Jídelní sál a kruhové schodiště. Sály jsou obdélníkového tvaru a jsou zdobené mramorem. Jídelní sál sloužil k pořádání obřadů a slavnostních hostin, zatímco Rytířský sál ke slavnostem. V roce 1456 János Hunyadi zemřel a práce na výstavbě zámku se zastavily. V roce 1458 byla zadána výstavba nového, Matyášova křídla hradu. V roce 1480 byla výstavba dokončena a hrad si rychle získal pověst jedné z největších a nejpůsobivějších staveb ve východní Evropě.
V 16. století hrad neprošel žádnou přestavbou, ale v 17. století byly provedeny změny z estetických i vojenských důvodů. Vznikl nový Velký palác s výhledem na město. Dvoupatrová budova obsahovala obývací místnost a další obytné prostory. K vojenským účelům byly postaveny dvě nově věže: Bílá a Dělostřelecká. Vzniklo také vnější nádvoří, užívané správou hradu a jako úložné prostranství.
Současná podoba hradu je výsledkem rozsáhlé rekonstrukce po vážném požáru a mnoha desetiletích, kdy byl hrad ponechán bez údržby. Byla však poznamenána tím, že moderní „architekti do něj promítli své vlastní melancholické interpretace toho, jak by měl velký gotický hrad vypadat“.

## Popis

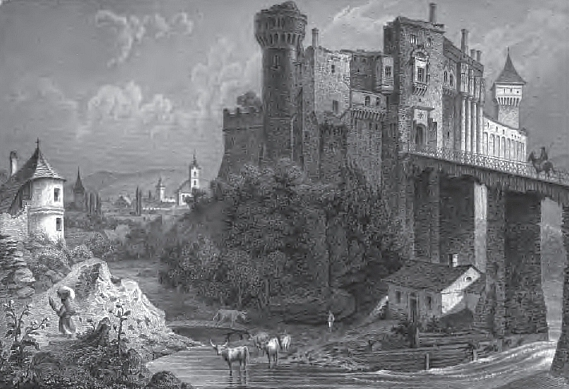
Zřícenina hradu v roce 1865

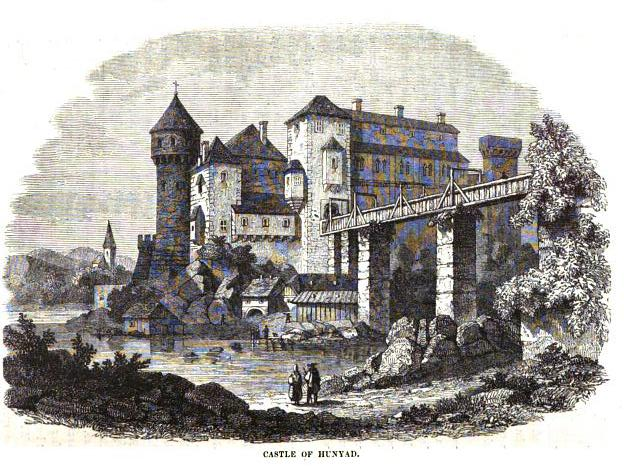
Kresba hradu z poloviny 19. století

Jako jedna z nejdůležitějších nemovitostí v držení Jánose Hunyadiho se hrad v průběhu jeho vlády dočkal zásadních proměn. Stal se nejen strategicky významným opevněným bodem, ale také jeho reprezentačním sídlem. Později páni hradu dál měnili jeho vzhled výstavbou nových věží, komnat i sálů. Mezi nejvýznamnější součásti hradu patří galerie a věže Nebojsa a Kapistránského. Vynikají také Rytířský sál, Bílá bašta, která sloužila jako spižírna, a Jídelní sál, na jehož stěnách jsou malované portréty významných postav uherské historie, např. Mateie Basaraba nebo Vasileho Lupua. V jednom z křídel hradu se nachází obraz znázorňujícího havrana, po kterém získal Matyáš Korvín, jeden z potomků Jánose Hunyadiho, podle legendy své jméno Corvinus.

## Legendy
Turistům se vypráví, že na hradě byl vězněn Jánosem Hunyadim po sedm let od svého sesazení v roce 1462 Vlad III. Dracula. Později se stal Hunyadiho spojencem, i když ten odpovídal za smrt jeho otce Vlada II. I proto bývá občas hrad označován za zdroj inspirace pro román Bram Stokera Drákulův hrad. Ve skutečnosti Stoker nevěděl ani o vztahu Vlada k Hunyadimu, ani o Hunyadiho hradu. Podle vlastnoručních Stokerových poznámek si spisovatel představoval, že se Drákulův hrad nachází na vrcholu transylvánské hory Căliman.
Na nádvoří poblíž kaple z 15. století je 30 metrů hluboká studna. Podle legendy ji vykopali tři turečtí vězni, kteří dostali slíbenou svobodu, pokud najdou vodu. Když ale po 15 letech svou práci zdárně dokončili, jejich věznitelé slib nedodrželi. Na stěně studny se nachází nápis. Vypráví se, že znamená „máte vodu, ale ne duši“. Správný překlad ale zní: „Ten, kdo napsal tento nápis je Hasan, který žije jako otrok nevěřících v pevnosti u kostela.“
V únoru 2007 hrad navštívil štáb britské paranormální televizní show Most Haunted Live! Ten strávil na hradě tři noci a pátral po existenci duchů, kteří tam údajně straší. Výsledky byly neprůkazné.

## Galerie

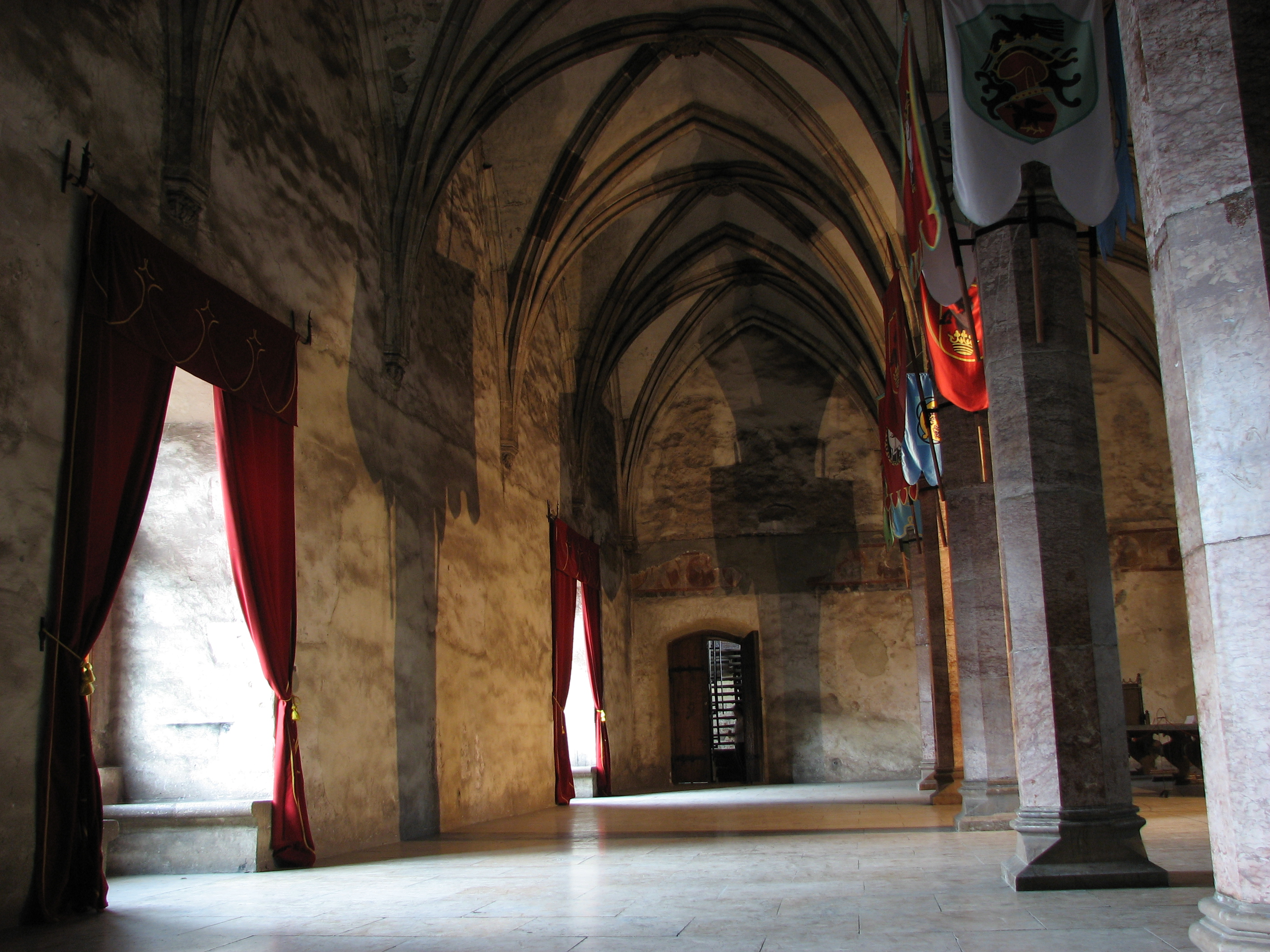
Trůní sál
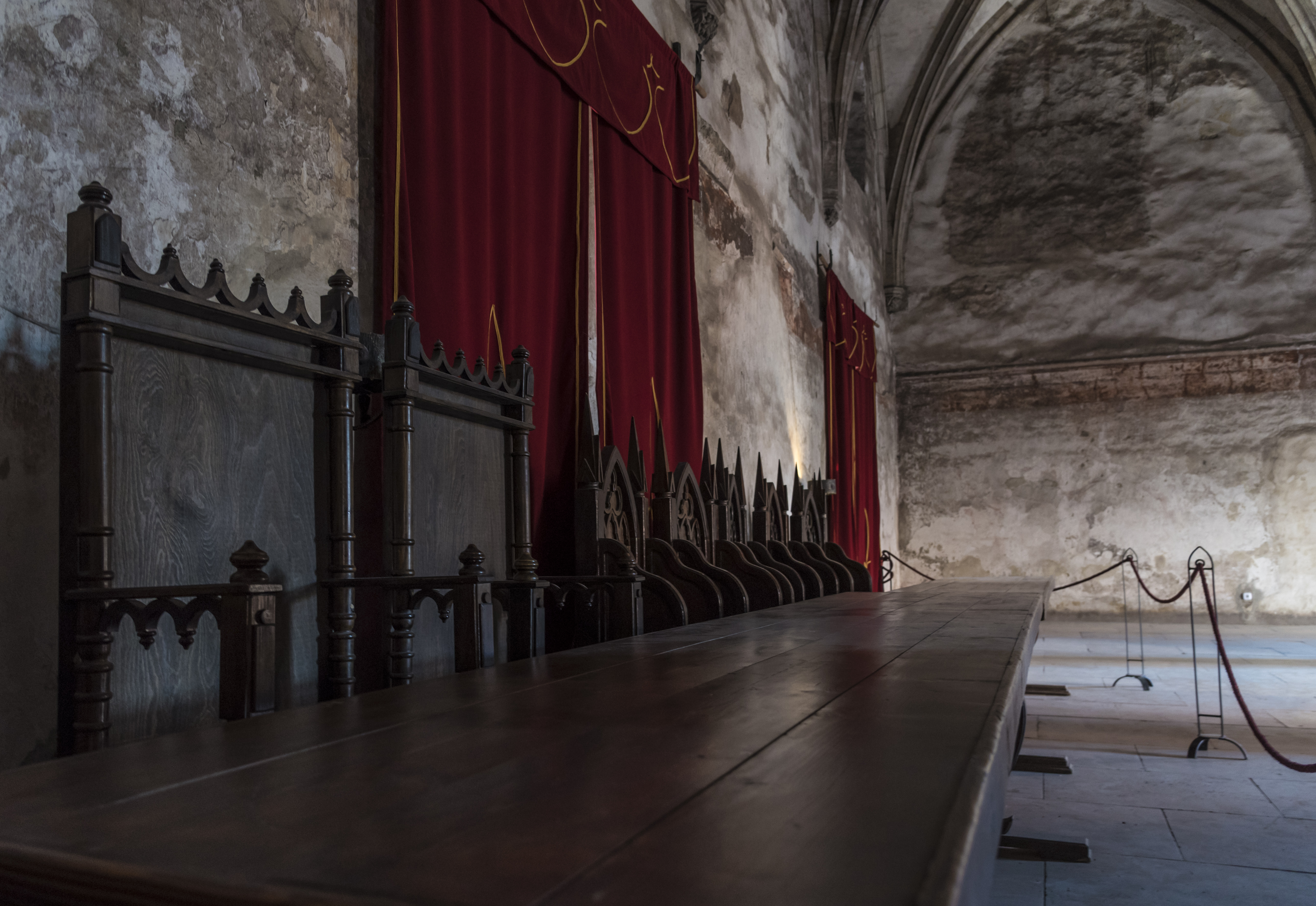
Stůl v Trůním sále
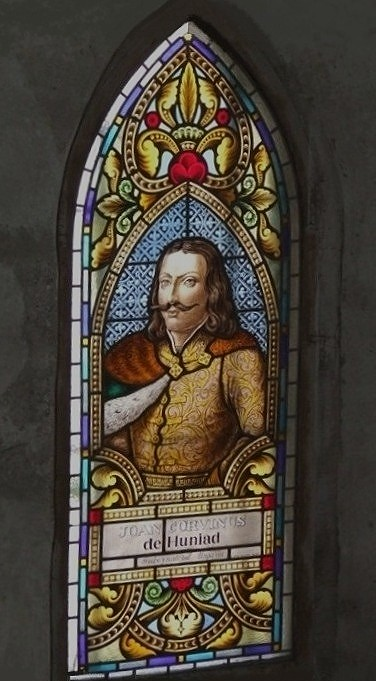
Vitráž s portrétem Jánose Hunyadiho
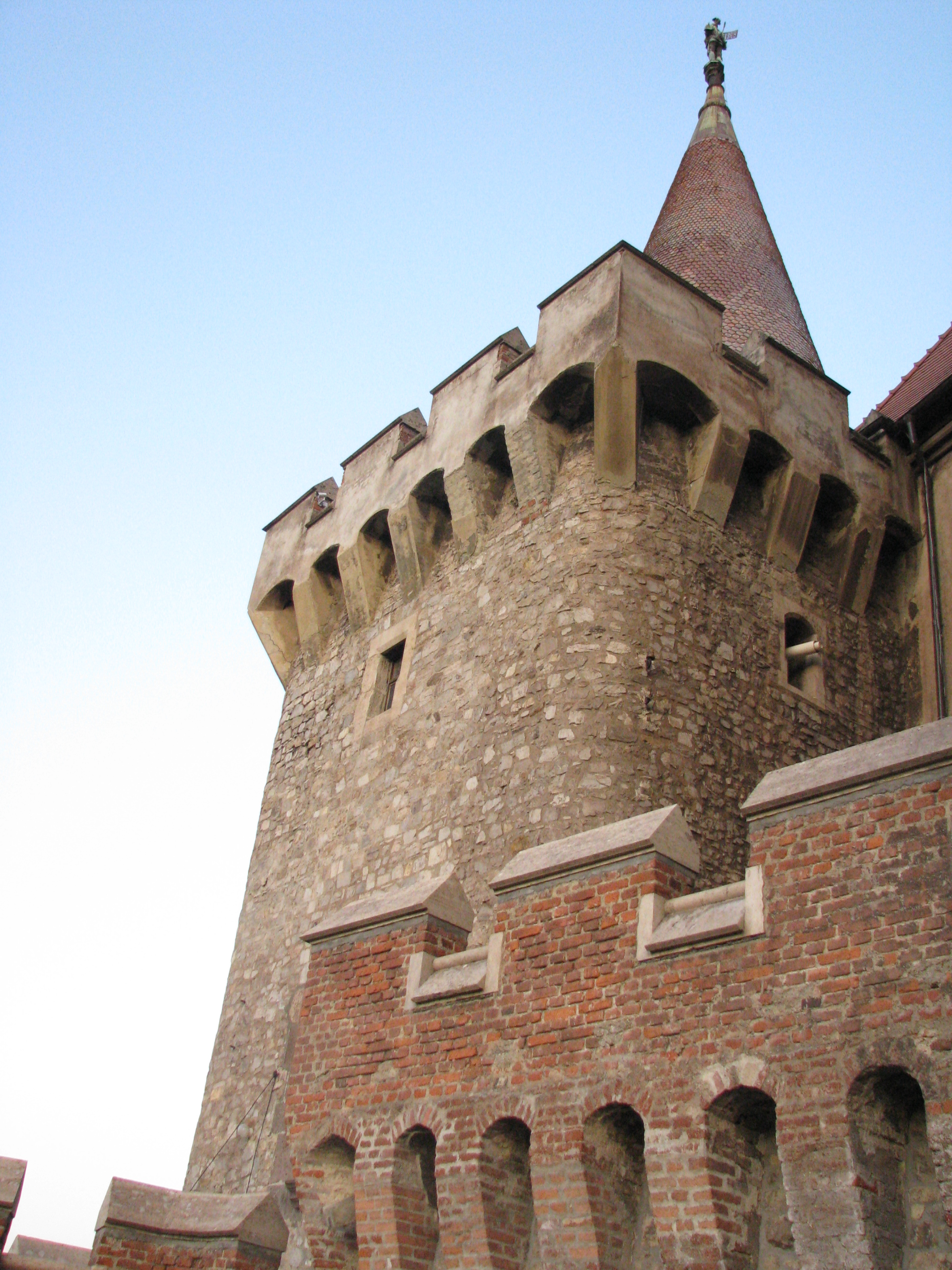
Obranná věž
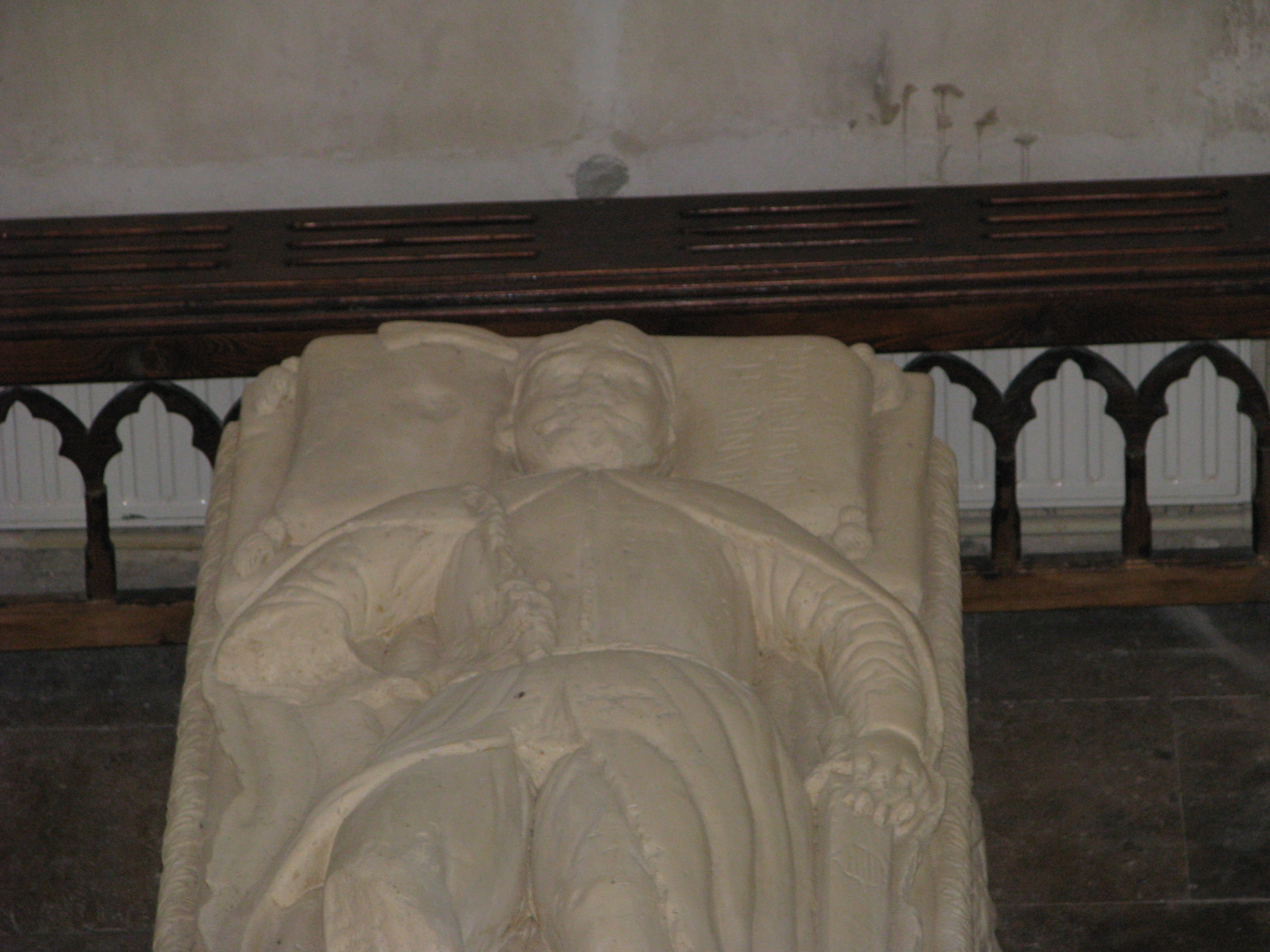
Hrobka
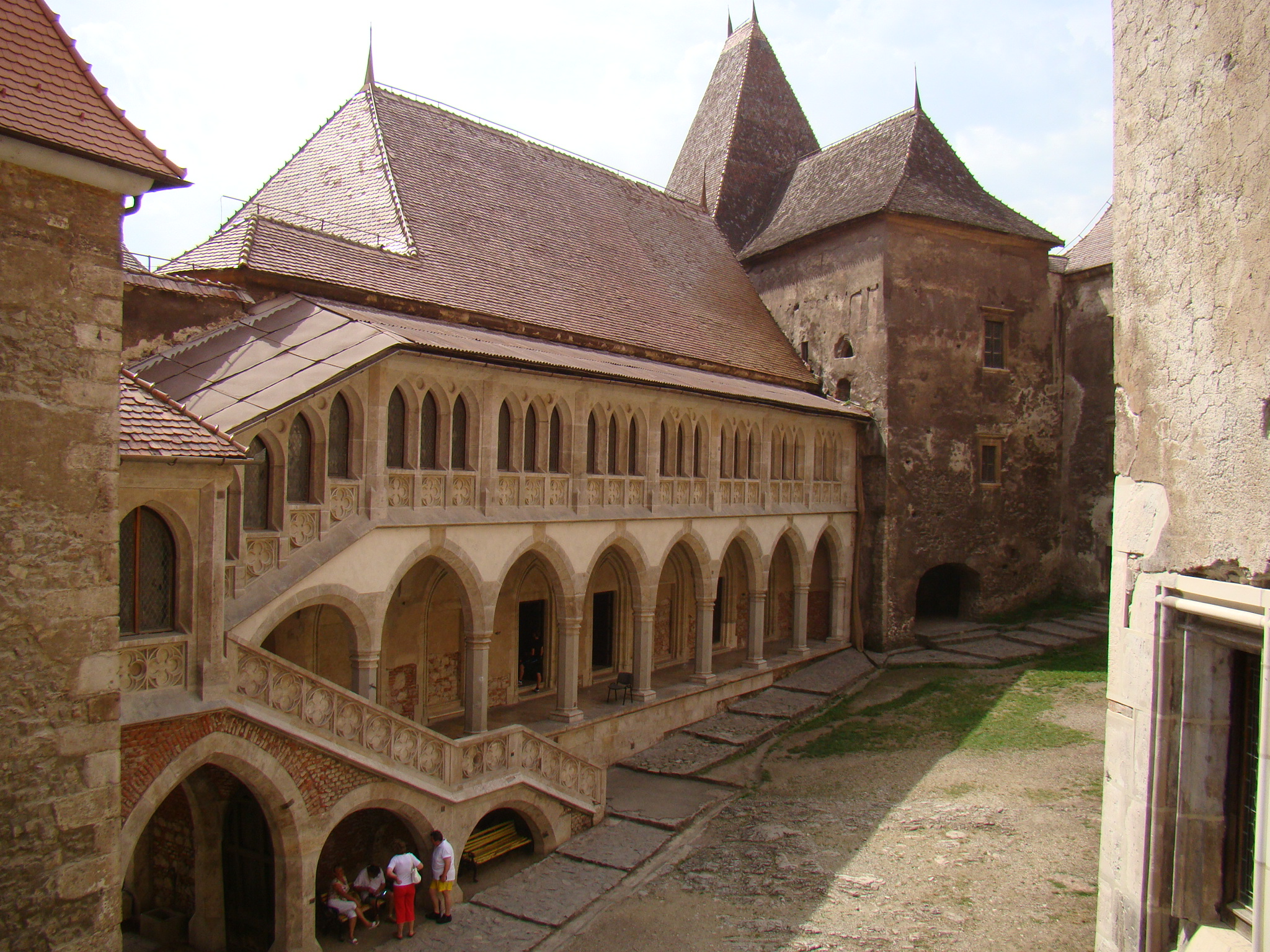
Vnitřní nádvoří
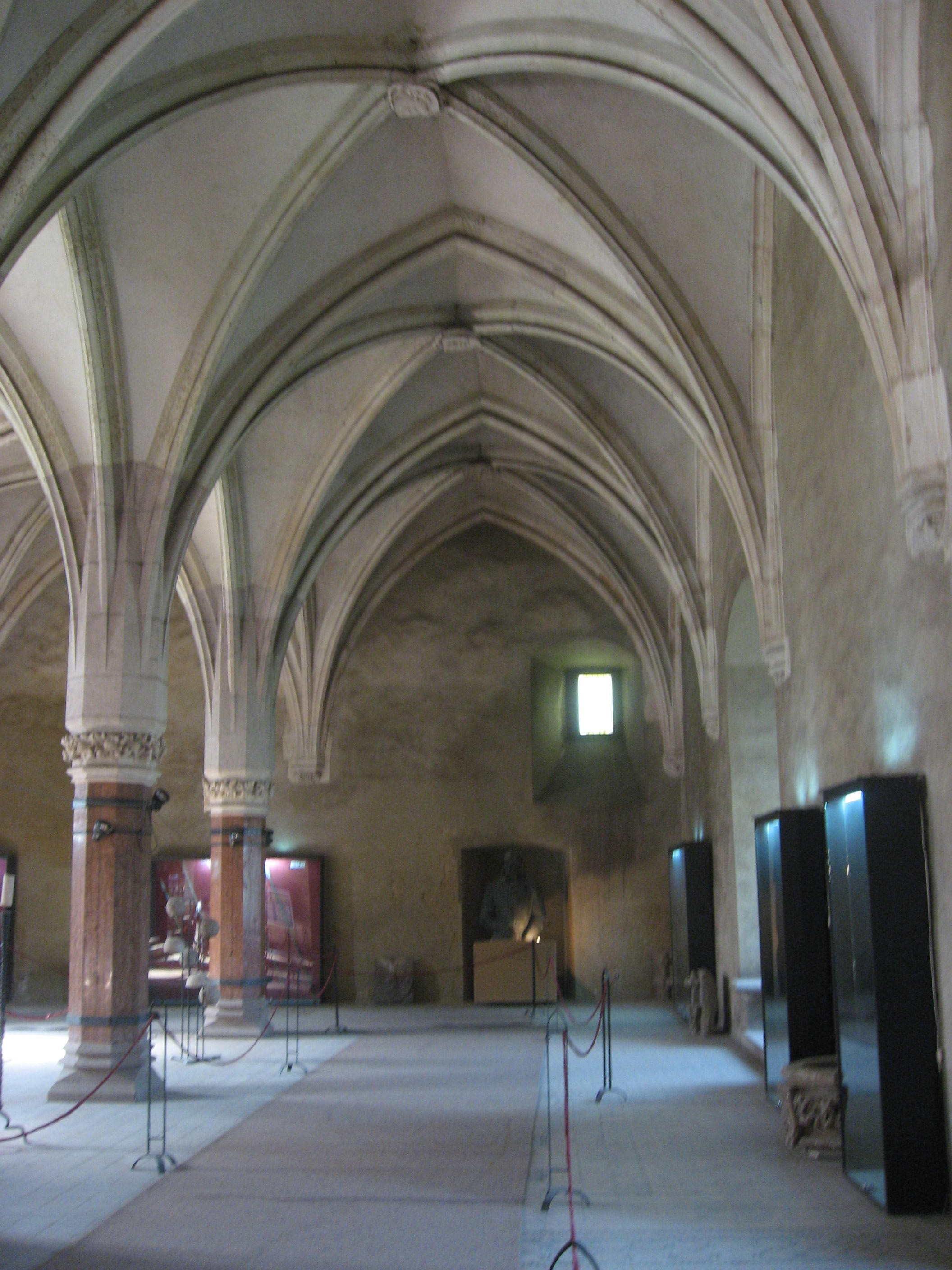
Rytířský sál
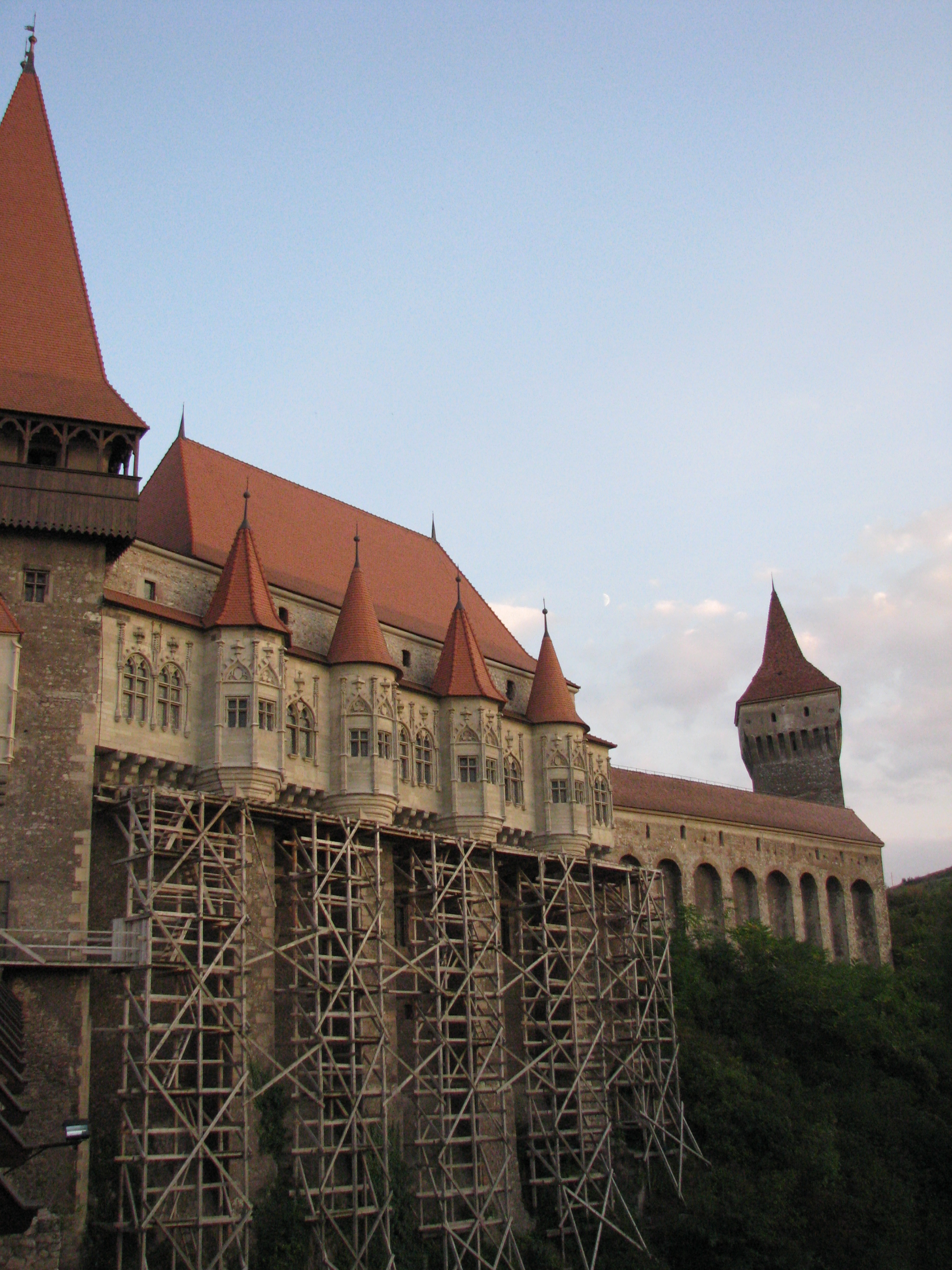
Palácové křídlo s věží
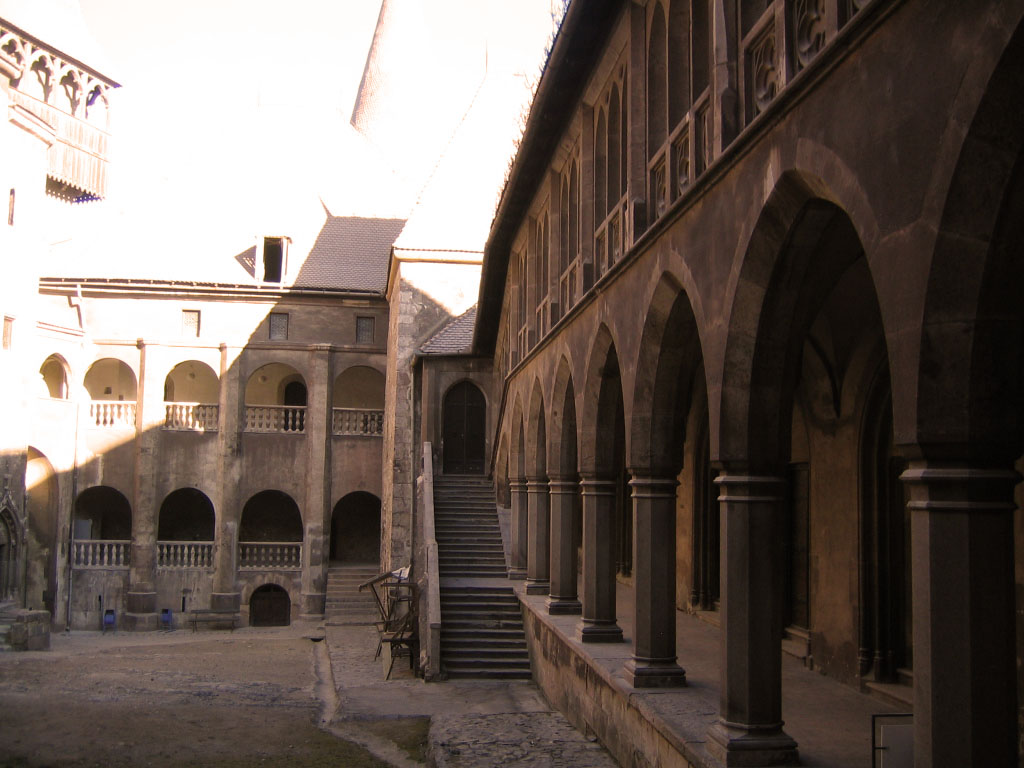
Vstup k Matyášově lóži
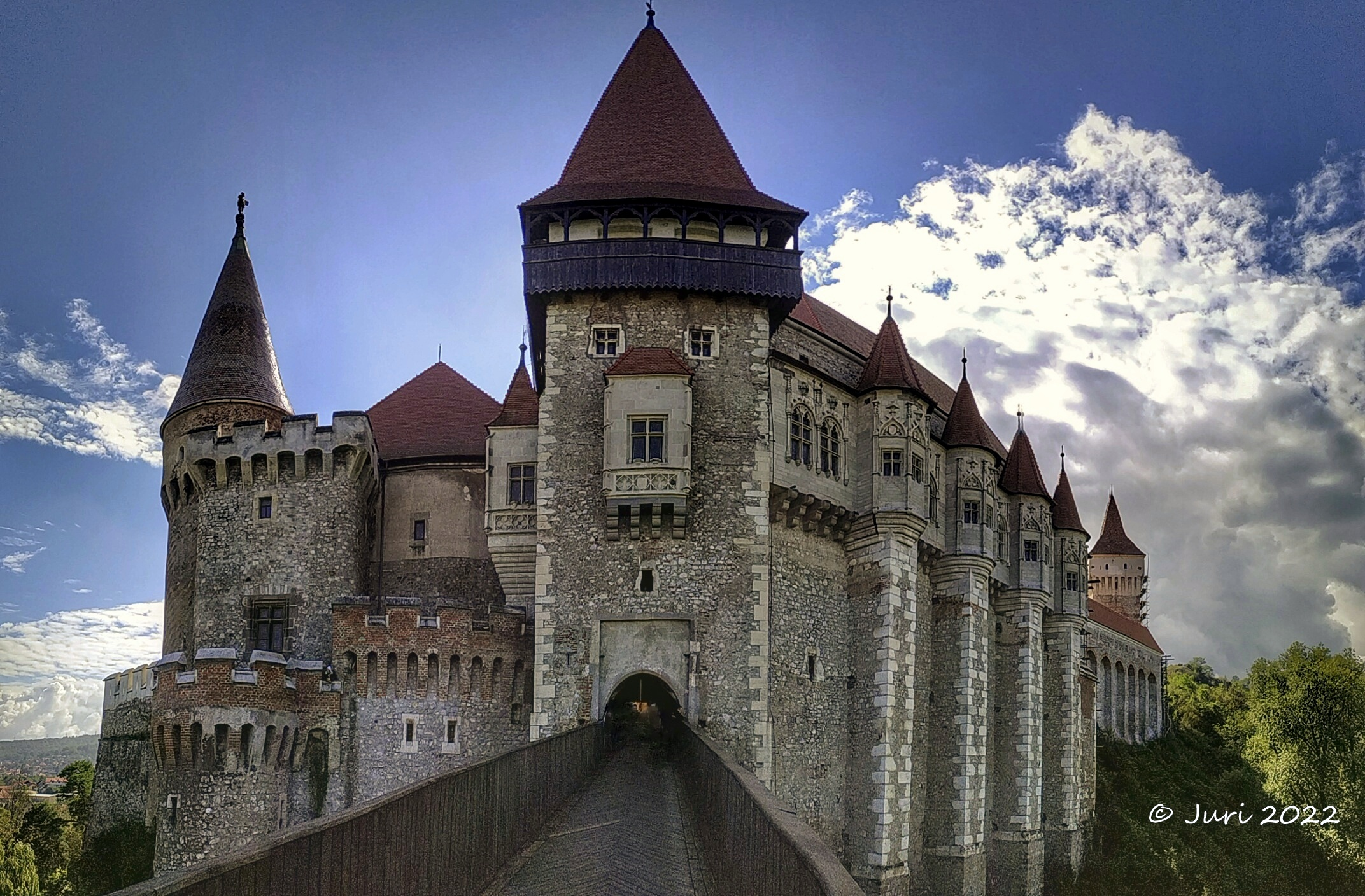
Průčelí hradu s hlavním vstupem.

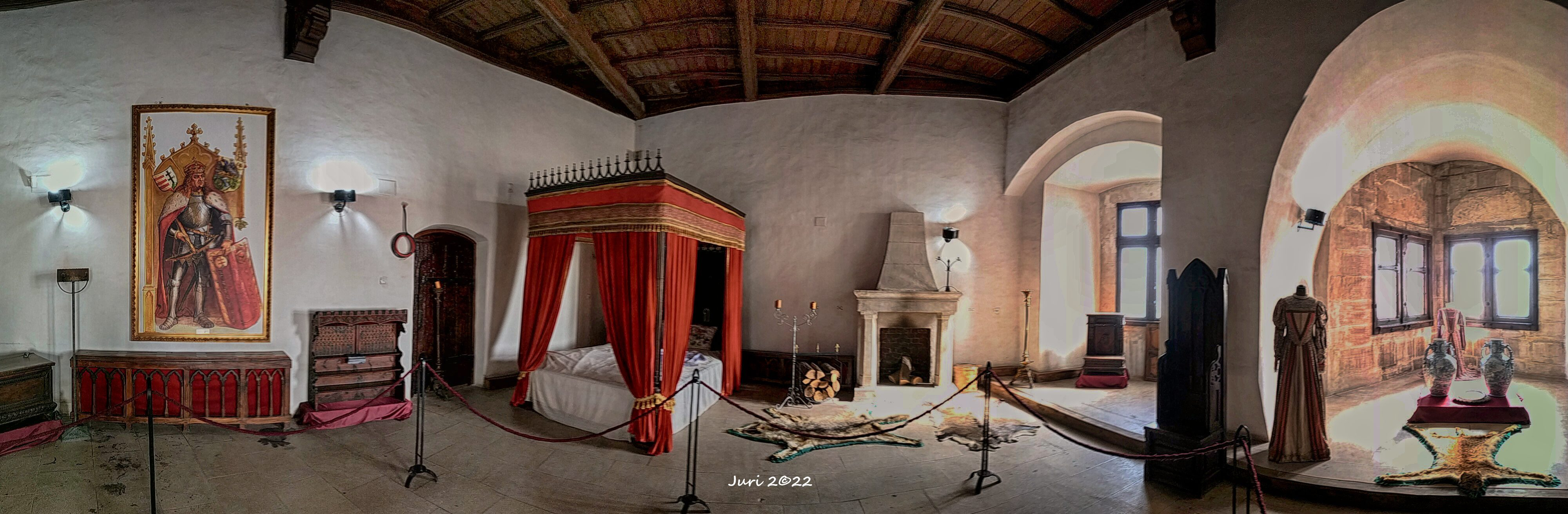
Královská ložnice